# استینزفورد
استینزفورد (به انگلیسی: Stinsford) یک روستا و محله مدنی در بریتانیا است که در West Dorset واقع شده‌است. استینزفورد ۳۳۴ نفر جمعیت دارد.